# Euphyia albidior
Euphyia albidior är en fjärilsart som beskrevs av Alphéraky 1897. Euphyia albidior ingår i släktet Euphyia och familjen mätare. Inga underarter finns listade i Catalogue of Life.